# Doc Shaw
Larramie Cortez "Doc" Shaw (Atlanta, Georgia , 1992. április 24. –) amerikai színész, rapper, modell.
Legismertebb alakítása Boomer király a 2010 és 2013 között futott Király páros című sorozatban. Ezen kívül a Zack és Cody a fedélzeten című sorozatban is szerepelt.

## Élete és pályafutása
Shaw a georgia-i Atlantában született. Első szerepe 2006-ban volt a Tyler Perry's House of Payne című sorozatban. 2008-ban a 39. NAACP Image-díjátadon ő volt a műsorvezető.

## Filmográfia

### Film
| Év   | Magyar cím                    | Eredeti cím                    | Szerep         | Megjegyzések               |
| ---- | ----------------------------- | ------------------------------ | -------------- | -------------------------- |
| 2008 | Nagyon vadon 2.               | Open Season 2                  | további hangok |                            |
| 2010 |                               | Nobody Loves Me                | Big D          |                            |
| 2012 | Megrázó tehetség              | Thunderstruck                  | Mitch          | magyar hangja Bogdán Gergő |
| 2014 | A majmok bolygója: Forradalom | Dawn of the Planet of the Apes | Ash            | cameoszerep                |
| 2019 |                               | An American Werewolf in London | Josh Cullen    |                            |

### Televízió
| Év               | Magyar cím                | Eredeti cím                  | Szerep                      | Megjegyzések                                                |
| ---------------- | ------------------------- | ---------------------------- | --------------------------- | ----------------------------------------------------------- |
| 2006–2012, 2020– |                           | Tyler Perry's House of Payne | Malik Payne                 | főszereplő                                                  |
| 2007             | Férjek gyöngye            | The King Of Queens           | Reilly                      | vendégszereplő (1 epizód)                                   |
| 2009–2010        | Zack és Cody a fedélzeten | The Suite Life on Deck       | Marcus Little / Lil' Little | főszereplő (2-3. évad) magyar hangja: Berkes Bence[forrás?] |
| 2010–2013        | Király páros              | Pair of Kings                | Boomer király               | főszereplő magyar hangja: Szalay Csongor[forrás?]           |
| 2013             | Emily doktornő            | Emily Owens, M.D.            | Ethan Gorgia                | 1 epizód                                                    |
| 2014             | Főállású fater            | See Dad Run                  | Robbie                      | 1 epizód                                                    |
| 2018             |                           | The Paynes                   | Malik Payne                 | 3 epizód                                                    |